# Ceresco
Ceresco är en ort (village) i Saunders County i Nebraska. Vid 2010 års folkräkning hade Ceresco 889 invånare.